# Обикновен ликонус
Обикновните ликонуси (Lyconus pinnatus) са вид животни от семейство Мерлузови (Merlucciidae).
Таксонът е описан за пръв път от Алберт Гюнтер през 1887 година.